# NGC 7241
NGC 7241 (również PGC 68442 lub UGC 11968) – galaktyka spiralna z poprzeczką (SBbc/P), znajdująca się w gwiazdozbiorze Pegaza. Odkrył ją Édouard Jean-Marie Stephan 3 września 1872 roku.